# Sainte-Catherine, Pas-de-Calais
Sainte-Catherine är en kommun i departementet Pas-de-Calais i regionen Hauts-de-France i norra Frankrike. Kommunen ligger i kantonen Dainville som tillhör arrondissementet Arras. År 2022 hade Sainte-Catherine 3 533 invånare.

## Befolkningsutveckling
Antalet invånare i kommunen Sainte-Catherine
| Referens: INSEE |